# Pedro Álvaro
Pedro Miguel Costa Álvaro (Seia, 2 marzo 2000) è un calciatore portoghese, difensore dell'Aris Salonicco.

## Carriera

### Club
Cresciuto nel settore giovanile del Benfica, esordisce con la seconda squadra il 26 novembre 2017, in occasione dell'incontro di Segunda Liga pareggiato per 0-0 sul campo del Leixões. Il 6 ottobre 2020, dopo aver totalizzato 26 presenze e due reti con la maglia delle Águias, viene ceduto in prestito al Belenenses SAD fino al termine della stagione. Tuttavia, il prestito viene interrotto a dicembre, dove non riesce a disputare alcun incontro; rientrato alla base, colleziona altre 26 presenze con la seconda squadra nella stagione 2021-2022. Il 6 luglio 2022 viene acquistato a titolo definitivo dall'Estoril Praia, firmando un contratto fino al 2025. Esordisce in Primeira Liga il 6 agosto successivo, nell'incontro vinto per 2-0 contro il Famalicão.
Nel 2025 si trasferisce all'Arīs Salonicco, club della prima divisione greca.

### Nazionale
Ha rappresentato le nazionali giovanili portoghesi.

## Statistiche

### Presenze e reti nei club
Statistiche aggiornate al 26 agosto 2022.
| Stagione         | Squadra          | Campionato       | Campionato | Campionato | Coppe nazionali | Coppe nazionali | Coppe nazionali | Coppe continentali | Coppe continentali | Coppe continentali | Altre coppe | Altre coppe | Altre coppe | Totale | Totale |
| Stagione         | Squadra          | Comp             | Pres       | Reti       | Comp            | Pres            | Reti            | Comp               | Pres               | Reti               | Comp        | Pres        | Reti        | Pres   | Reti   |
| ---------------- | ---------------- | ---------------- | ---------- | ---------- | --------------- | --------------- | --------------- | ------------------ | ------------------ | ------------------ | ----------- | ----------- | ----------- | ------ | ------ |
| 2017-2018        | Benfica B        | LdH              | 3          | 0          |                 | -               | -               |                    | -                  | -                  |             | -           | -           | 3      | 0      |
| 2018-2019        | Benfica B        | LdH              | 9          | 0          |                 | -               | -               |                    | -                  | -                  |             | -           | -           | 9      | 0      |
| 2019-2020        | Benfica B        | LdH              | 14         | 2          |                 | -               | -               |                    | -                  | -                  |             | -           | -           | 14     | 2      |
| ott.-dic. 2020   | Belenenses SAD   | PL               | 0          | 0          | CP              | 0               | 0               |                    | -                  | -                  |             | -           | -           | 0      | 0      |
| gen.-giu. 2021   | Benfica B        | LdH              | 0          | 0          |                 | -               | -               |                    | -                  | -                  |             | -           | -           | 0      | 0      |
| 2021-2022        | Benfica B        | LdH              | 26         | 0          |                 | -               | -               |                    | -                  | -                  |             | -           | -           | 26     | 0      |
| Totale Benfica B | Totale Benfica B | Totale Benfica B | 52         | 2          |                 | -               | -               |                    | -                  | -                  |             | -           | -           | 52     | 2      |
| 2022-2023        | Estoril Praia    | PL               | 4          | 0          | CP+CdL          | 0               | 0               |                    | -                  | -                  |             | -           | -           | 4      | 0      |
| Totale carriera  | Totale carriera  | Totale carriera  | 56         | 2          |                 | 0               | 0               |                    | -                  | -                  |             | -           | -           | 56     | 2      |